# Солнечный крест

Со́лнечный крест, более известный, как Со́лнечное колесо́ — древнейший символ, представляющий собой крест, располагающийся внутри круга. Часто встречается на предметах доисторической Европы, особенно неолита и бронзового века.

## В древности
С древнейших времён мотив Солнечного креста был распространён на Пиренеях, Армянском нагорье (см. аревахач), в Анатолии, Междуречье, Иране и Хараппской цивилизации.
В доисторической религии Европы бронзового века кресты в кругах часто появляются на артефактах, определяемых как культовые предметы, например «миниатюрный штандарт»[уточнить] (англ. Miniature standard) с янтарной инкрустацией, в которой на просвет становится заметна форма креста, датируемый Северными бронзовым веком и находящийся в Национальном музее Дании в Копенгагене.
Символы бронзового века также были связаны со спицами колеса колесницы, у которых в то время было четыре спицы (ср. идеограмму 243 «колесо» в линейном письме Б). Это технологическое новшество пришло в Европу в середине 2 тысячелетия до н. э.. У культур, имеющих представление о Солнечной колеснице, такое колесо приобретает солнечную символику.

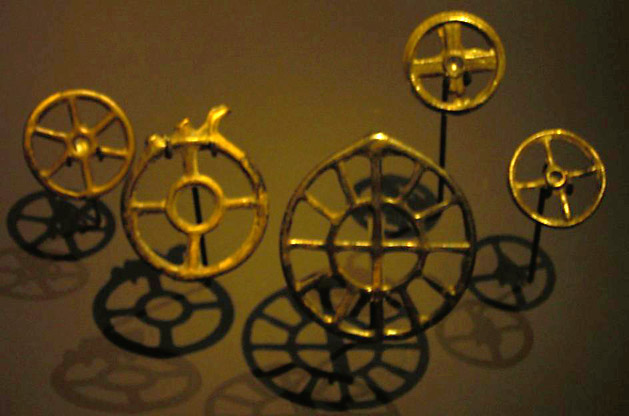
Подвески в виде колёс, датируемые 1 пол. 2 тыс. до н. э., найдены в Цюрихе, находятся в Швейцарском национальном музее. Варианты включают 6-спицевые колёса, с пустым внутренним кругом, и второе колесо с 12-ю спицами, окружающими 6 спиц.
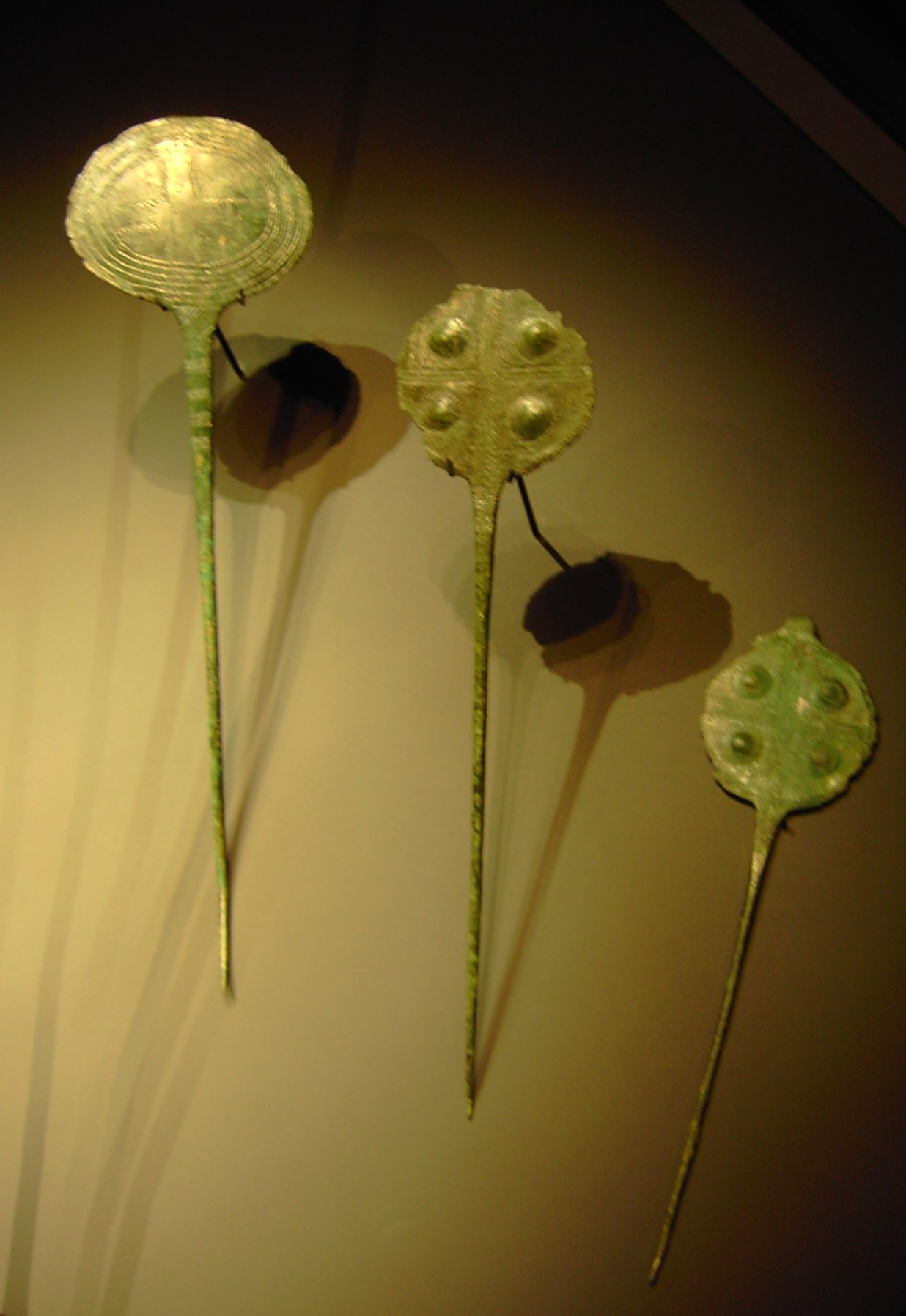
Декоративные булавки, найденные в Швейцарии, датируемые 1 пол. 2 тысячелетия до н. э.; на их круглых головках прорезаны кресты.

## В науке и культуре

Солнечный крест народа кэддо, символизирующий у индейцев Юго-востока США солнце и огонь.

### В астрономии
В астрономии данный символ представляет Землю, тогда как Солнцу соответствует круг с точкой в центре.

### В этнографии
В этнографии солнечный крест используется для представления индоевропейцев. Современные америнды и прочие народы традиционной культуры продолжают использовать Солнечный крест в качестве символа, орнамента и украшения.

### В мифах
В осетинском нартовском эпосе солнечный крест символизирует колесо Балсага; по мнению ираниста Васо Абаева, это солярное оружие, восходящее к чудесному оружию Индры. По мифу, колесо Балсага было запущено его хозяином — Балсагом, по просьбе Сырдона, для убийства сильнейшего из нартов — Сослана. В первый раз колесо было схвачено Сосланом, но, обладая разумом, обратилось к нему с просьбой отпустить. Во второй раз оно застало Сослана спящим в лесу и переехало ему ноги. Сослан истёк кровью и умер. Батраз, солярный герой нартовского эпоса, названный сын Хурзарин — матери Солнца, и двоюродный брат Сослана (Сослан, помимо того, был мужем Ацырухс, девы башни, дочери Хурзарин), разыскал колесо Балсага и разломал его.

### В музыке
В современной музыкальной табулатуре Солнечный крест может означать изменение для гитары с акустического тона к дисторшну.

## В политике

Де-факто эмблема режима нацистского марионеточного правительства в Норвегии 1942—1945 годов, сочетающая Солнечный крест (символ «Национального единения») с орлом, вдохновленным гербом нацистской Германии.

Норвежская нацистская партия «Национальное единение» (Nasjonal Samling) использовала золотой Солнечный крест на красном фоне в качестве своего официального символа с 1933 по 1945 год. Крест в круге отсылал к святому Олафу, покровителю Норвегии, а цвета представляют герб Норвегии.

Символическое представление солнцестояний и равноденствий на годовом колесе в религии Викка

Различные белые националистические и неонацистские группировки используют Солнечный крест в качестве символа белой расы. Также Солнечный крест нередко используется в качестве символа неоязычниками.